# God tur
God tur er en dansk dokumentarfilm fra 1956 instrueret af Kirsten Bundgaard efter eget manuskript.

## Handling
Propaganda for de danske vandrehjem og turlivet på cykel og vandretur.